# Renaissance (Apashe)
Renaissance è il primo album in studio del produttore discografico belga Apashe, pubblicato l'8 aprile 2020 da Kannibalen Records.

## Contenuti
Prima della pubblicazione dell'album, Apashe ha pubblicato 8 singoli. Il primo singolo, Good News, scritto insieme a Sami Chaouki, è stato pubblicato, come brano contenuto all'interno del The Good, The Bad & The Fake EP, il 22 febbraio 2019. Il videoclip del singolo venne pubblicato il 18 settembre 2019 sul canale Youtube di Kannibalen Records. Il 4 dicembre pubblicò il suo secondo singolo, Distance, scritto insieme a Michael Simard, Gab Gagnon e da Geoffroy Sauvé. Il 17 gennaio 2020 arriva il terzo singolo, Uebok (Gotta Run), che vede la collaborazione con la rapper russa INSTASAMKA. Il videoclip, registrato in Russia e diretto da Adrian Villagomez, venne pubblicato il giorno stesso sul canale youtube di Kannibalen Records. Il quarto singolo, Insane, è stato pubblicato il 7 febbraio e vede la collaborazione del rapper statunitense Tech N9ne. Il 13 marzo pubblicò il suo quinto singolo, Dead, scritto insieme a Frederc Begin e Yisrael Parkins e eseguito insieme a Yizzy. Il giorno prima della pubblicazione dell'album, Apashe pubblicò su Spotify 4 singoli: Legend, Behind My Eyes, I'm Fine e Work. Il primo dei quattro singoli vanta la collaborazione con il rapper canadese Wasiu ed è stato scritto insieme a SLUMBERJACK. Wasiu collaborò con Apashe nel 2016 e nel 2018, rispettivamente nel singolo dell'EP Copter Boy, The Landing, e nel singolo dell'EP Requiem, Majesty. Behind My Eyes è stato scritto ed eseguito insieme a Lia Kurihara. Il videoclip verrà pubblicato alcuni mesi dopo sul canale Youtube di Apashe, il 19 agosto 2020. Mentre Work è stato scritto insieme a Frederic Begin e a Vo Williams e eseguito da quest'ultimo.
Lo stesso Apashe, durante una intervista, ha descritto così il suo nuovo album:
Per unire musica classica e musica elettronica, Apashe si concentra sulle collaborazioni dell'album, creando un mix eclettico di talenti che vanno da Slumberjack a Tech N9ne, Wifisfuneral, Wasiu e Instasamka insieme a molti altri.
Tutte le copertine, sia dei singoli che dell'album sono state create dal grafico Billelis.

## Produzione
Tutte e 13 le tracce sono state suonate e registrate da un'orchestra di 69 elementi con sede a Praga. Apashe ha scritto quattro tracce dell'album (Overture, Lord & Master, Dead e Work) insieme a Frederic Begin.

## Tracce
1. Overture - 2:13
2. Distance feat. Geoffroy - 3:39
3. Behind My Eyes feat. Lia - 3:22
4. Lord & Master - 4:16
5. Dead feat. Yizzy - 3:36
6. Uebok (Gotta Run) feat. INSTASAMKA - 2:43
7. Good News - 4:44
8. Insane feat. Tech N9ne - 3:31
9. Work feat. Vo Williams - 4:02
10. I'm Fine feat. High Klassified, Cherry Lena - 3:13
11. Legend feat. SLUMBERJACK, Wasiu - 3:43
12. Green Crack feat. Wifisfuneral - 3:44
13. Rain feat. KROY - 3:19

## Renaissance (Remixes)
Tramite un post su Instagram, Apashe avviò un concorso di remix. Mise a disposizione la traccia "Uebok" e invitò tutti i produttori di creare un remix della canzone. Ai tre vincitori sarebbero arrivati mille dollari e la possibilità di far parte del suo album. I vincitori del concorso furono: Two Fingers,  YMIR e Russian Jump Up Mafia. Le tre tracce entrarono a far parte dell'album Renaissance (Remixes). I quarti classificati, TomFat e QQUN, pur non entrando a far parte del progetto del produttore belga, riscontrarono un grande successo. Infatti Apashe, il 29 dicembre 2020, sul suo canale YouTube, avviò una livestream mentre si esibiva al Toboggan Festival. Il concerto, ambientato al parco nazionale Jacques-Cartier, vide la partecipazione di Wasiu e Lia. Apashe suonò diversi pezzi di repertorio, alcuni pezzi e remix provenienti dall'album Renaissance e alcuni pezzi inediti. Tra le tante canzoni, al minuto 20:47, suonò anche il remix dei quarti classificati: Uebok (TomFat Remix feat. QQUN).
L'8 gennaio 2021 pubblicò su Spotify il primo singolo dell'album: Distance (Volac Remix). Lo stesso giorno pubblicò, sempre su Spotify, un EP: Distance (Remixes). L'EP conteneva cinque remix, in seguito anche loro pubblicati come singoli, del pezzo pubblicato insieme a Geoffroy. Il 22 gennaio fu il turno di Insane, contemporaneamente vennero pubblicati quattro singoli remix e un EP: Insane (Remixes). Il 4 febbraio, sempre su Spotify, pubblicò ben 18 tracce, tra quelle dei tre vincitori del concorso. Il 5 febbraio 2021 venne pubblicato ufficialmente l'album Renaissance (Remixes), che contiene 28 tracce. Tutte prodotte insieme ad altri produttori tranne Uebok (VIP), unico pezzo dell'album che non contiene un ulteriore featuring. Il video del remix del pezzo venne pubblicato sul canale YouTube di Apashe il 5 febbraio e riprende il video originale, ma con alcuni cambiamenti. Infatti il protagonista del video non è più il produttore belga, ma un orso creato in CGI.

## Tracce
1. Overture (Dylan Phillips Cover) feat. Dylan Phillips - 2:06
2. Distance (Volac Remix) feat. Geoffroy, VOLAC - 3:35
3. Distance (KOAN Sound Remix) feat. Geoffroy, KOAN Sound - 5:14
4. Distance (Buunshin Remix) feat. Geoffroy, Buunshin - 3:46
5. Distance (Macky Gee Remix) feat. Geoffroy, Macky Gee - 3:20
6. Distance (Pushing Daizies Remix) feat. Geoffroy, Pushing Daizies - 3:09
7. Behind My Eyes (Vanic Remix) feat. Lia, Vanic - 4:06
8. Behind My Eyes (Clockvice Remix) feat. Lia, Clockvice - 4:07
9. Lord & Master (TYNAN Remix) feat. TYNAN - 3:22
10. Lord & Master (Gentlemens Club Remix) feat. Gentlemens Club - 4:29
11. Dead (Marten Hørger Remix) feat. Yizzy, Marten Hørger - 3:37
12. Uebok (VIP) feat. INSTASAMKA - 2:54
13. Uebok (Two Fingers Remix) feat. INSTASAMKA, Two Fingers - 3:14
14. Uebok (YMIR Remix) feat. INSTASAMKA, YMIR - 4:21
15. Uebok (Russian Jump Up Mafia Remix) feat. INSTASAMKA, Russian Jump Up Mafia - 2:59
16. Good News (Matroda Remix) feat. Matroda - 3:35
17. Good News (INHUMAN Remix) feat. INHUMAN - 4:07
18. Good News (Timour Leng Remix) feat. Timour Leng - 2:58
19. Insane (Kai Wachi Remix) feat. Tech N9ne, Kai Wachi - 3:00
20. Insane (BIJOU Remix) feat. Tech N9ne, BIJOU - 3:31
21. Insane (Varien Remix) feat. Tech N9ne, Varien - 2:25
22. Insane (BILLYTHEKID Remix) feat. Tech N9ne, BILLYTHEKID - 3:30
23. Work (SWARM Remix) feat. Vo Williams, SWARM - 3:30
24. I'm Fine (IMANU Remix) feat. High Klassified, Cherry Lena, IMANU - 4:03
25. I'm Fine (OVERWERK Remix) feat. High Klassified, Cherry Lena, OVERWERK - 5:19
26. Legend (KLOUD Remix) feat. SLUMBERJACK, Wasiu, KLOUD - 5:19
27. Green Crack (Riot Ten Remix) feat. Wifisfuneral, Riot Ten - 2:13
28. Rain (Qrion Remix) feat. KROY, Qrion - 4:09